# Pogrom w Safedzie (1929)

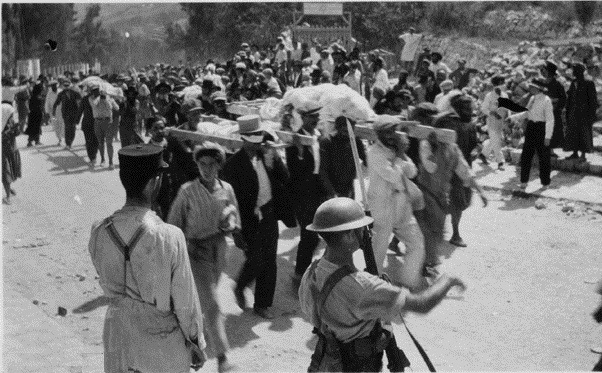
Pogrzeb ofiar pogromu

Pogrom w Safedzie – pogrom ludności żydowskiej do którego doszło w dniach 29-31 sierpnia 1929 w mieście Safed w brytyjskim Mandacie Palestyny. Stanowił on część zamieszek w Palestynie. Masakry dopuścili się Arabowie, którzy zabili w mieście 18 Żydów.

## Tło historyczne
Miasto Safed jest położone w Galilei, i jest jednym z czterech świętych miast judaizmu (obok Jerozolimy, Hebronu i Tyberiady). W mieście znajdują się groby słynnych rabinów, którzy na przestrzeni wielu lat tutaj działali i poprzez swoją pracę wywarli silny wpływ na społeczność żydowską na całym świecie. Na przestrzeni wieków społeczność żydowska pokojowo współistniała obok społeczności arabskiej. Dopiero wzrost żydowskiego osadnictwa w Palestynie na początku XX wieku przyniósł wzrost niepokojów.
We wrześniu 1928 doszło do silnego sporu wokół Zachodniego Muru w Jerozolimie. Wzajemne oskarżenia, przeciągające się rozmowy, wyjaśnienia, dochodzenia i negocjacje toczyły się przez cały rok. Wielki mufti Jerozolimy Al-Hadżdż Muhammad Amin al-Husajni wykorzystał cały incydent do twierdzenia, że Żydzi zamierzają przejąć kontrolę nad całością kompleksu meczetu al-Aksa. Informację tę rozpowszechniano poprzez dystrybucję ulotek wśród Arabów w całej Palestynie. W konsekwencji narastało ogólne napięcie, a w wielu miejscach dochodziło do aktów napaści i pobicia Żydów.
15 sierpnia 1929 (żydowskie święto Tisza be-Aw upamiętniające datę zburzenia Pierwszej i Drugiej Świątyni Jerozolimskiej), grupa kilkuset osób z młodzieżowego ruchu rewizjonistycznego Bejtar, w tym członkowie Komitetu ds. Zachodniego Muru Josefa Klausnera, zebrała się pod Zachodnim Murem skandując hasła: „Mur jest nasz!”. Podnieśli flagę żydowską i odśpiewali hymn Hatikwa. Władze mandatowe były wcześniej poinformowane o demonstracji i otoczyły cały teren dużymi siłami policyjnymi, aby uniknąć jakichkolwiek incydentów. Arabowie rozpowszechnili jednak pogłoski, że młodzi Żydzi zaatakowali lokalnych mieszkańców i przeklinali imię proroka Mahometa. Następnego dnia, w piątek 16 sierpnia, po zapalnym kazaniu wygłoszonym w meczecie al-Aksa, Najwyższa Rada Muzułmańska zorganizowała arabską demonstrację. Jej uczestnicy pomaszerowali spod meczetu al-Aksa do Zachodniego Muru, gdzie wyrywali modlącym się Żydom tality i modlitewniki. Pomimo protestów, modlitewniki oraz błagalne karteczki wtykane w szczeliny Muru, zostały spalone. Podczas całego zajścia nikomu nic się nie stało. Jednak następnego dnia w dzielnicy Bucharim został ugodzony nożem 17-letni żydowski chłopiec Abraham Mizrachi. Zmarł wieczorem następnego dnia. Tego samego dnia doszło do bójki i ciężkiego pobicia Araba. 21 sierpnia w Jerozolimie odbył się pogrzeb zabitego cztery dni wcześniej żydowskiego chłopca. Pogrzeb przybrał formę politycznej demonstracji. Doszło wówczas do próby wejścia do Dzielnicy Muzułmańskiej na Starym Mieście i przepychanek z policjantami. Późno w nocy, z inicjatywy żydowskiego przywództwa odbyło się spotkanie, na którym miały być obecne najważniejsze osobistości Mandatu Palestyny. Jednak w tym krytycznym momencie okazało się, że zabrakło w kraju przywódców. Wysoki komisarz Palestyny sir John Chancellor był w Londynie, a w jego zastępstwie obowiązki pełnił proarabski sir Harry Charles Luke. Również liderzy społeczności żydowskiej byli poza krajem, na Kongresie Syjonistycznym w Zurychu. Z tego powodu w spotkaniu udział wzięli sir Harry Luke, sekretarz Arabskiego Komitetu Wykonawczego Dżamal al-Husajni i członek żydowskiej Rady Narodowej Jicchak Ben Cewi. Rozmowy nie przyniosły porozumienia, i nie stworzyły możliwości położenia kresu przemocy. Następnego dnia Brytyjczycy podjęli próbę złagodzenia napięcia i uzyskali zgodę obu stron na rozpoczęcie dialogu w następnym tygodniu. Do kolejnych rozmów jednak nie doszło, ponieważ wybuchły arabskie zamieszki w Jerozolimie. Bardzo szybko rozprzestrzeniły się one po innych częściach kraju, docierając do Safedu.

## Przebieg
29 sierpnia 1929 imam centralnego meczetu w Safedzie wygłosił kazanie wymierzone przeciwko Żydom. Kierował się on wezwaniem wielkiego muftiego Jerozolimy, który polecił wszystkim Arabom w Palestynie podjęcie działań, aby ukarać winnych Żydów, którzy dopuścili się zabójstwa Arabów w Jerozolimie. Gdy tłum Arabów opuścił meczet, przeszedł przez rynek oddzielający dzielnicę arabską od żydowskiej, i zaatakował żydowskich mieszkańców miasta.
Przez trzy kolejne dni trwały grabieże, rabunki, podpalenia, pobicia i gwałty. Brytyjscy policjanci i urzędnicy administracji nie podjęli żadnych działań, aby powstrzymać masakrę. Niektórzy z Żydów schronili się w budynku seraju w Safedzie, będącym siedzibą administracji mandatowej. Gdy Arabowie wspięli się na otaczający dziedziniec mur, Brytyjczycy nie zareagowali. W rezultacie Arabowie bezkarnie strzelali do siedzących na dziedzińcu Żydów.
W pogromie zginęło 18 Żydów, a około 80 zostało rannych. Około dwustu żydowskich domów zostało splądrowanych, a wiele z nich spalono. Największe zniszczenia nastąpiły w zachodniej części dzielnicy żydowskiej. Wówczas Arabowie stali się większością w Safedzie.

## Konsekwencje
Po zamieszkach wielu Żydów opuściło Safed, ale około 2 tys. pozostało w mieście i odbudowało swoje domy. Wyciągnęli oni wnioski z pogromu i rozpoczęli tworzenie podziemnej organizacji paramilitarnej Hagana.
Natomiast brytyjskie władze mandatowe postanowiły rozdzielić obie społeczności w Safedzie, tworząc obszar ziemi niczyjej pomiędzy nimi. W tym celu wybudowano schody łączące dzielnice arabską z żydowską. Przy schodach wybudowano posterunek policji, który umożliwiał kontrolę sytuacji, a w razie potrzeby pozwalał stanąć policjantom na drodze prowokatorów zamieszek. Pomimo to, co jakiś czas arabscy nacjonaliści przenikali do dzielnicy żydowskiej i dopuszczali się pobić oraz zabójstw. W 1936 zamordowana została w ten sposób rodzina Ungar.